# Вайкханаса

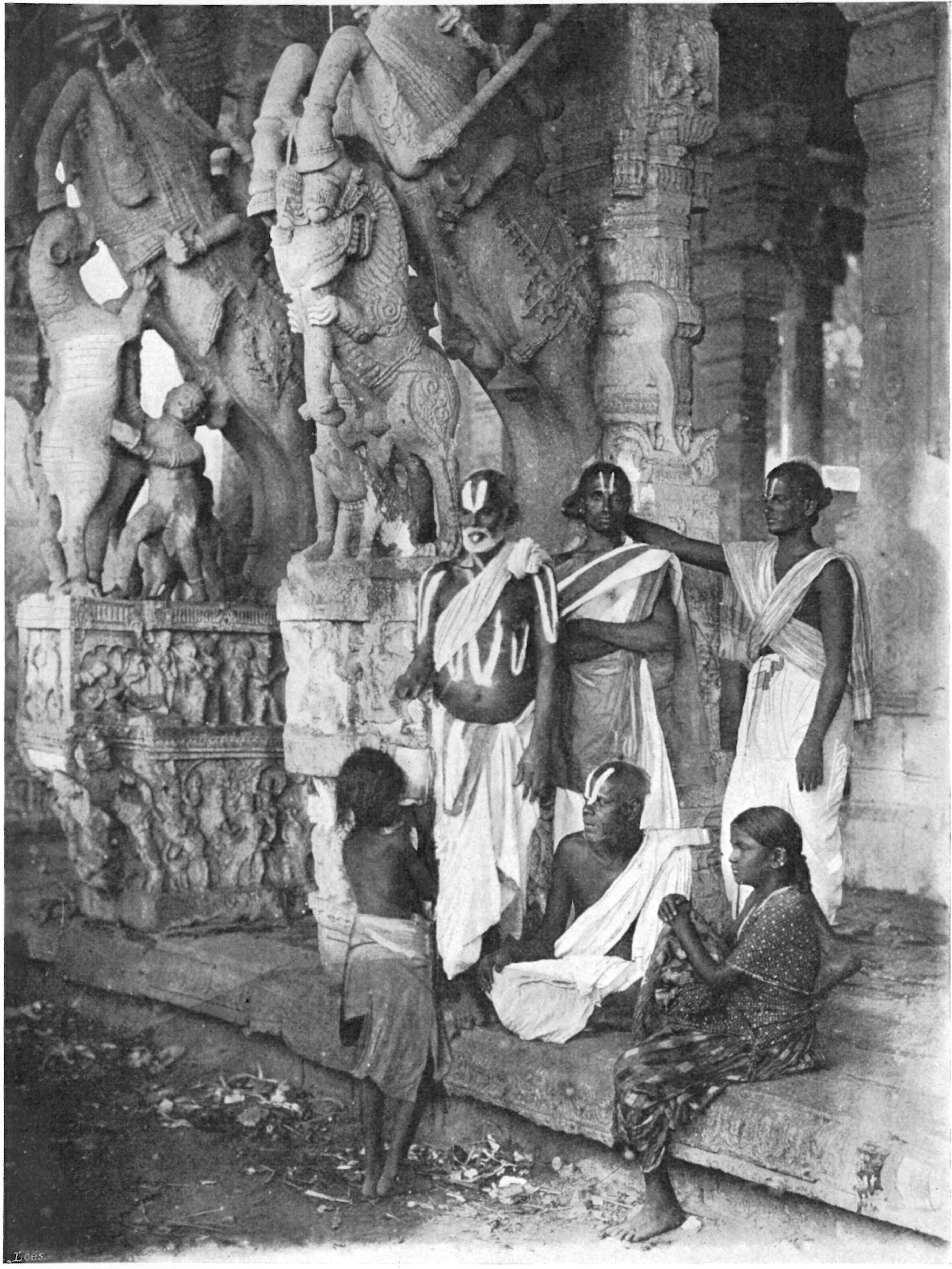
Вайшнавские брахманы вместе с девадаси (храмовыми танцовщицами) в Храме Ранганатхи в Шрирангаме. Фотография немецкого путешественника Курта Бука, 1903 год

Вайкха́наса (санскр. वैखानस, IAST: Vaikhānasa) — реликтовая традиция вайшнавизма, имевшая распространение до Рамануджи в III—X веках и пришедшая в упадок после возникновения философии вишишта-адвайта. Вайкханаса представляет собой смешанную традицию, сочетающую как философию адвайта-веданта, так и ведические ритуалы. Последователи Вайкханаса полагают, что напрямую наследуют знание Вед. В современном мире традиции придерживается одна из подкаст вайшнавских брахманов. Для неё характерна эндогамия, совместные обряды и наследственная профессия — приверженцы Вайкханаса занимаются исключительно храмовым служением и аюрведой. Сами последователи традиции называют себя «общиной Вайкханаса». Они представлены двумя тысячами брахманов, которые служат в вайшнавских храмах в Южной Индии, в основном в штатах Тамилнад, Андхра-Прадеш, Карнатака и в меньшей степени — в Керале и Ориссе.
В литературе в зависимости от контекста под «Вайкханаса» могут понимать ведических мудрецов (риши или муни), аскетов-отшельников (входящих в ашрам ванапрастха), последователей брахманической школы и членов современной общины храмовых священников.
Источниками информации о традиции являются её канонические писания, состоящие из сутр и самхит. Первые из них имеют отношение к ведической школе, которую представляла ранняя Вайкханаса, а вторые — к позднему храмовому сообществу брахманов. Дополнительную информацию о Вайкханаса можно извлечь из современных публикаций и антропологических исследований.

## Происхождение: ведический мудрец Вайкханас

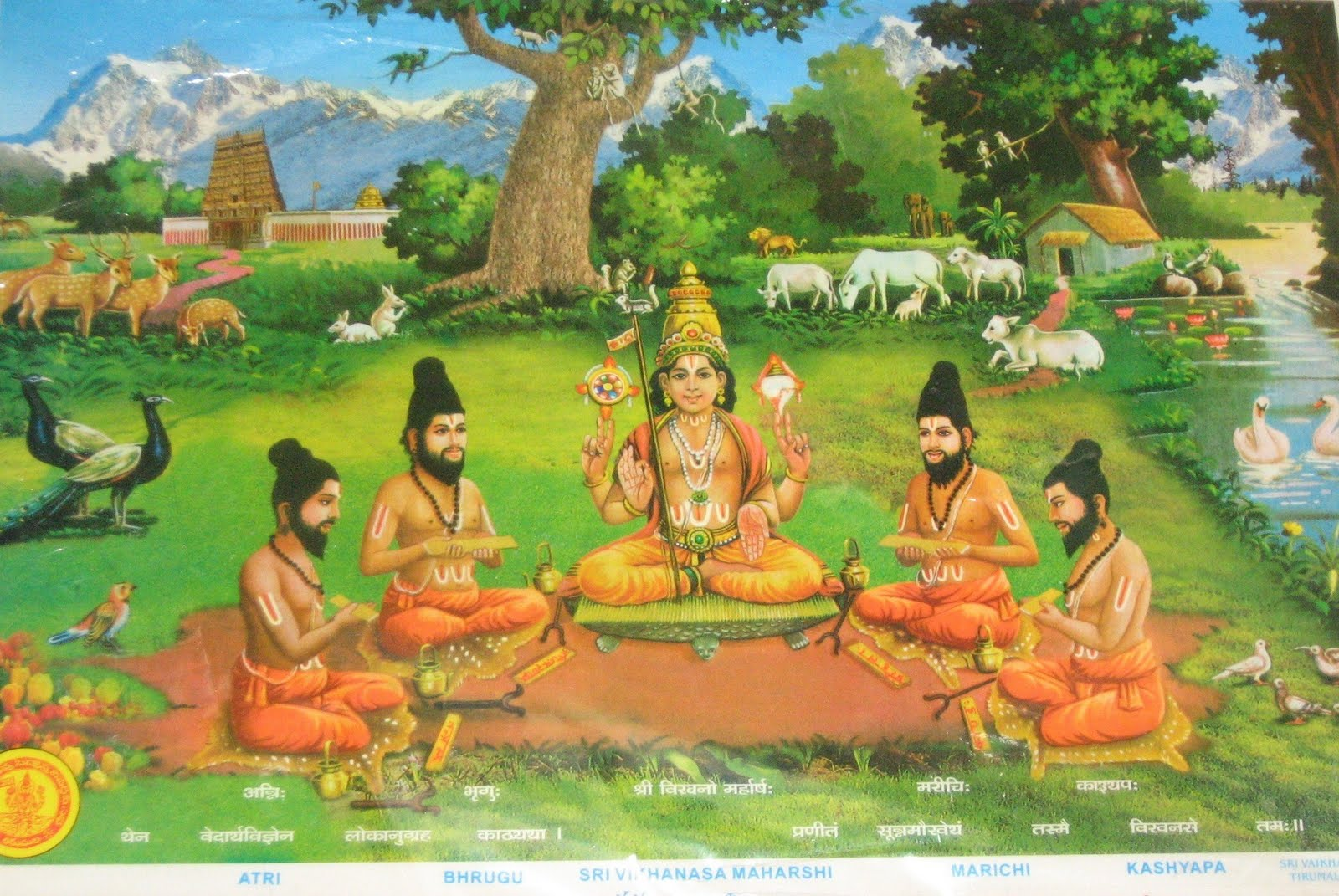
Современное изображение: мудрец Вайкханас со своими четырьмя учениками

Основание традиции приписывается древнему ведическому мудрецу-аскету Вайкханасу (IAST: Vaikhānas). О времени жизни мудреца и его деятельности ничего не известно. Последователи аскета почитают его как одно из воплощений Вишну. По этой причине в иконографии его изображают как Вишну, с четырьмя руками и божественными символами — раковиной шанкхой и Сударшана-чакрой. У него белый цвет тела и облачение в виде золотых одежд. В одной из рук Вайкханаса держит посох. Мудрец восседает на шкуре антилопы в окружении своих учеников. В некоторых храмах его изваяние устанавливают справа от входа в храм Вишну. В другой интерпретации аскета отождествляют с воплощением Брахмы, которого попросили породить мудреца, проповедующего правильные способы поклонения Вишну. Родоначальнику традиции приписывают авторство двух священных текстов: «Вайкханаса Кальпа-сутра» (IAST: Vaikhānasa Kalpasutra) и «Дайвика-сутра» (IAST: Daivikasutra). Считается, что у мудреца было четыре ученика: Маричи (IAST: Marīci), Атри (IAST: Atri), Бхригу (IAST: Bhṛgu) и Кашьяпа (IAST: Kāśyapa). Им он оставил свои знания, прежде всего, ритуалы поклонения.
Первые упоминания о Вайкханаса встречаются в ведических текстах, где о них говорится как о ведических провидцах (риши) или мудрецах (муни). По всей видимости, ранние представители традиции были отшельниками, ведущими аскетический образ жизни. «Баудхаяна-дхарма-сутра», написанная до IV века, говорит о них как об отшельниках, следующих нормам Вайкханаса-шастр, живущих в лесу, питающихся корнями и фруктами, непреклонно придерживающихся аскезы.
Что касается отшельников (вайкханаса, ванапрастха), то у них уже выработался свой подвижнический устав, приписывавшийся некому мудрецу-праведнику Викхане. Они должны жить в лесу, выполняя строгие подвиги, купаясь трижды в день, возжигая огонь по указанному обряду, вкушая только дикорастущее или и менее того, почитая богов, манов, бхутов, людей и святых (риши). Пустынник должен дружелюбно принимать приходящих или встречных из всех каст, кроме тех разрядов, сношения с которыми воспрещены; но сам он не должен ступать на пахотную землю, ни входить в поселения. Одежда его — кожа или древесная кора; волосы его висят длинными, неостриженными прядями…Кожевников В., «Буддизм в сравнении с христианством», 1916 год

## От ведических мудрецов к ритуалистам
Самые первые сохранившиеся до наших дней произведения Вайкханаса, называемые «Вайкханаса-сутры» (IAST: Vaikhānasasūtra), являются ритуальными текстами, описывающими жертвоприношения и обряды. Основной считается «Кальпа-сутра» Вайкханаса, однако она не сохранилась. Наследие передается через труды его учеников, из них остались немногие, выделенные в таблице жирным шрифтом. Тексты учеников мудреца многократно комментировались последователями. В результате наследие Вайкханаса оформлено в так называемые «Вайкханаса-Агамы» (IAST: Vaikhānasa Āgama), посвящённые как ритуалам, так и храмовой архитектуре.
| Автор   | Произведения |
| ------- | --- |
| Атри    | Atreyatantra, Purvatantra, Uttaratantra, Viṣṇutantra |
| Маричи  | Ānandasamhitā, Jayasamhitā, Jñānasamhitā, Sarhjñānasamhitā, Vijayasamhitā, Vijitasamhitā, Vimalasamhitā, Wrasamhitā                                                                       |
| Кашьяпа | Jñānakānda, Satyakānda, Tarkakānda |
| Бхригу  | Arcādhikāra, Citrādhikārа, Khilādhikāra, Khilatantra, Kriyādhikāra, Mānādhikāra, Niruktādhikāra, Prakirnādhikāra, Pratigrhyādhikāra, Purātantra, Varuṇādhikāra, Vāsādhikāra, Yajñādhikāra |

В отличие от других ведических сутр, в Вайкханаса-сутрах допускается домашнее поклонение. Считается, что преемственность традиции продолжается с незапамятных времен. В общине верят, что Вишну в образе мудреца Вайкханаса даровал священное знание своим ученикам. Они записали священное знание в Вайкханаса-сутрах и Вайкханаса-самхитах. Традиция гласит, что священные тексты передаются из поколения в поколение в неизменном виде с III века. Все ритуалы выполняются строго в соответствии с унаследованными текстами.
Однако история становления и упадка Вайкханаса говорит о другом. Ведическая школа, «шакха», специализировавшаяся на изучении священных текстов, со временем превратилась в общество брахманов с обширной литературой по храмовым ритуалам. В самых первых сохранившихся сочинениях Вайкханаса никак не упомянута их профессия вайшнавских храмовых священников. Изначально Вайкханаса-сутры как ритуальные тексты не упоминали и Вишну-Нараяну. Вайшнавский уклон в Вайкханаса возникает гораздо позже. Эпиграфические храмовые надписи только с IX века говорят о последователях Вайкханаса как знатоках ритуалов и священных текстов, которые могут служить Вишну от имени других.

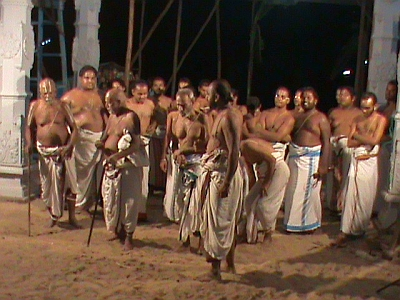
Современные вайшнавские брахманы во время чтения Вед. Храм Конданда-Рама Свами, Вадапти, Тамилнад

По всей видимости, последователи Вайкханаса на поздней стадии развития традиции стали составлять руководства для ритуалов, или Вайкханаса-самхиты. Став храмовыми священниками, последователи Вайкханаса написали множество текстов о храмах, ритуалах и домашних обрядах. И сами члены общины идентифицируют себя исключительно по приверженности собственным ритуалам из Вайкханаса-смарта-сутр, прежде всего, домашним обрядам.
Как храмовым священникам им пришлось соперничать с представителями других традиций, прежде всего, сторонниками Панчаратры. Своим преимуществом последователи Вайкханаса считают наследование ведических традиций. Другие традиции они полагают или тантрическими, или народными. Период между сочинением первых сутр в III веке и составлением самхит, а также появлением эпиграфических надписей в IX веке, покрыт туманом истории. В этом свете некоторые индологи, например, Жерар Кола из Французского национального центра научных исследований, высказывают сомнение, можно ли говорить о непрерывной линии преемственности Вайкханаса.
Преобразования Рамануджи в XII веке способствовали упадку Вайкханаса. Ритуалы уступили место бхакти и были демократизированы, к храмовому служению допущены представители разных каст, пуджа пришла на смену яджне, в канон вошли стихи альваров, низшие касты получили доступ к вероисповеданию. По всей видимости, неназванная в агиографии Рамануджи брахманическая оппозиция нововведениям состояла, преимущественно, из последователей Вайкханаса. В идеологической борьбе Рамануджа и его последователи победили, что привело к вытеснению Вайкханаса, её философии адвайты и ритуализма из вайшнавской среды. На авансцену вышел шри-вайшнавизм с философией вишишта-адвайта, Вайкханаса начала переживать упадок и постепенно превращаться в узкую секту. С распространением шри-вайшнавизма, доступного всем социальным группам, Вайкханаса, по выражению профессора Уте Хюскен из Гейдельбергского университета, становилась всё более маргинальной, чей жизненный ареал сузился до храмового служения.

## Философия и практика: адвайта в вайшнавизме

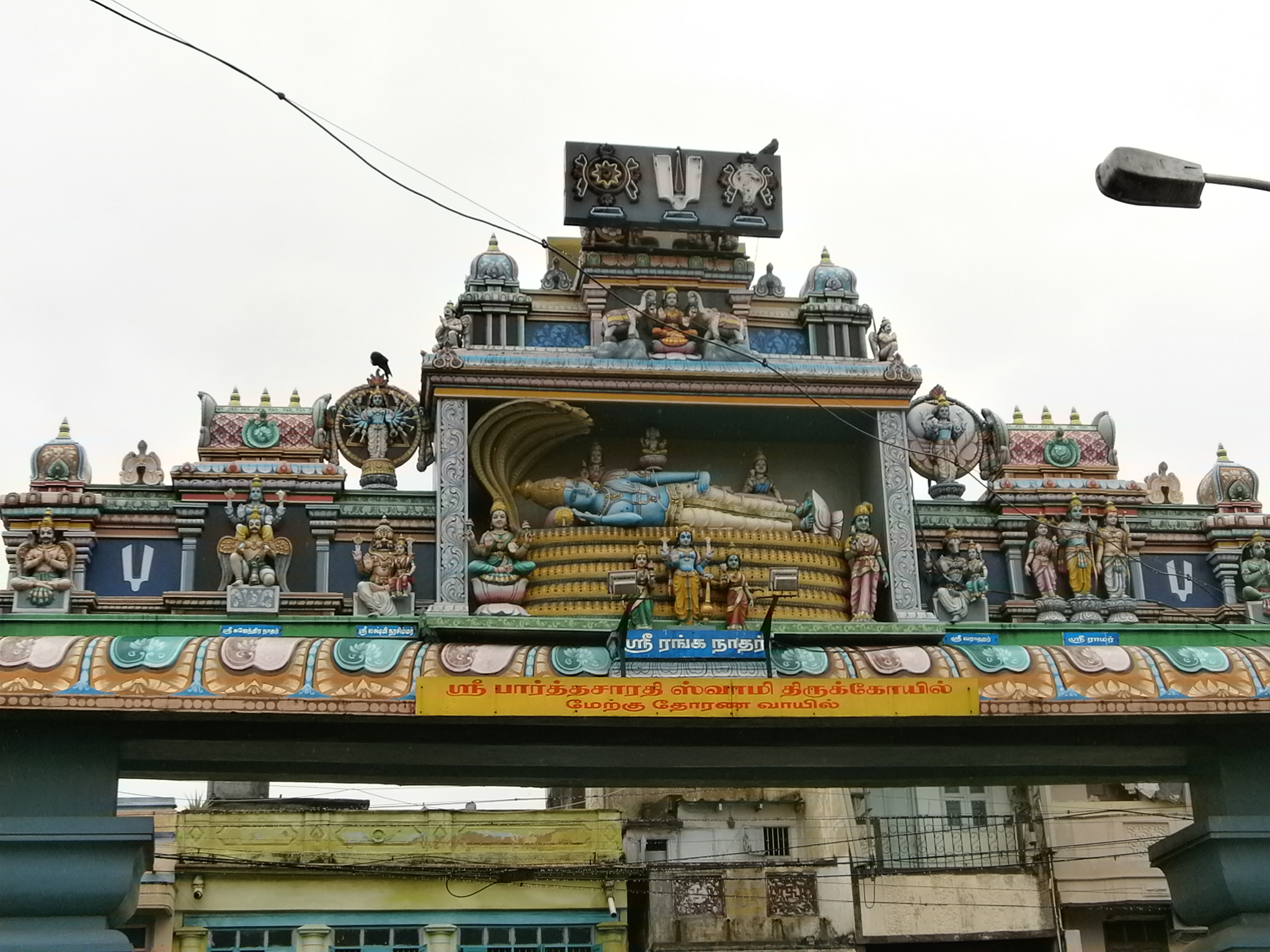
Изображение Вишну на крыше мандапы в Храме Партасаратхи, Ченнай

Вайкханаса находилась под сильным влиянием доминирующей философии своего времени — адвайты Шанкары. Господь предстаёт началом и единством всего во Вселенной, а видимое земное многообразие является следствием проявлением энергии Брахмана, его иллюзии-майя. Господь Вишну в Вайкханаса описывается по аналогии с идеями Шанкары — он лишён свойств, непроявленный и неделимый. Его нельзя ни осмыслить, ни почувствовать. Основываясь на комментариях одного из учителей традиции, Шриниваса Махина (род. в 1059 году, IAST: Śrīnivāsa Makhin), посвящённых Веданта-сутрам Вьясы, его ученик Васудева (в общине его называют Рагхупати Бхатачарья, IAST: Raghupati Bhaṭṭācārya) написал произведение «Мокшо-паяпра-дипика» (IAST: Mokṣo-pāyapradipikā). В ней в стихотворной форме обобщена философия Вайкханаса.
Брахман считается Высшей реальностью, обладающей двумя аспектами: (1) обезличенным и абстрактным (IAST: niṣkala), а также (2) проявленным, с формой и атрибутами (IAST: sakala). Проявленная Высшая реальность именуется Вишну или Нараяной. Вишну неразрывно связан со своей супругой Лакшми как Луна и лунный свет связаны друг с другом. Он выступает Ишварой, то есть Господом, она представляет материальный мир, неодушевлённый без Ишвары. Человеческие души обладают сознанием, вечны, имеют свободу воли, однако зависимы от Вишну. Души делятся на три вида: обусловленные (IAST: baddha), то есть связанные кармическими действиями; освобождённые (IAST: mukta), однако,\ хотя бы однажды родившиеся; изначально свободные (IAST: nitya), чьё сознание неизменно, такие как Санат-кумары.
Обусловленные души введены в заблуждение майей, материальной энергией Ишвары. Они могут получить освобождение, найдя убежище в Вишну через ритуальное вероисповедание. К средствам освобождения относятся духовное знание (джняна), ритуальное поклонение (упасана), предание себя на милость Господа (прапатти) и ритуальные действия (карма). Самарадхана (IAST: samārādhana, или «жажда по любви») считается лучшей духовной практикой. Она включает джапу (повторение имени Вишну), хому (ведическое огненное жертвоприношение), арчана (поклонение образу Вишну) и медитацию. Лучшей из них считается ритуальное поклонение. Последователи традиции полагают, что сначала следует делать огненное жертвоприношение, как предписано в Ведах, а затем поклоняться Вишну как Высшей реальности.
Вайкханаса наследует также традицию ритуального поклонения Шанкары, в которой служба проводится для пяти божеств, считающихся равными между собой и отражающими единого неделимого Бога — Вишну, Шивы, Сурьи, Ганеши и Шакти. В Вайкханаса ритуальное поклонение осуществляется нескольким образам Вишну. Выделяется четыре аспекта Вишну, вместе их называют «изначальными мурти» (adimurti). К ним относятся Пуруша (IAST: Puruṣa), воплощающий дхарму; Сатья (IAST: Satya), воплощающий джняну; Ачьюта (IAST: Acyuta), воплощающий процветание; Анируддха (IAST: Aniruddha), воплощающий непривязанность к объектам наслаждения. В храмах обычно поклоняются четырём или пяти мурти, они делятся на несколько видов. Большой неподвижный образ представляет обезличенный аспект Вишну, в то время как малые переносные мурти — его проявленные аспекты. Если последователь намерен добиться как временных, так и постоянных результатов в своей духовной практике, он должен поклоняться обоим образам. Однако если он настроен на долговременные результаты, Вайкханаса предписывает поклоняться только неподвижному образу.
| Образ Вишну                                                                     | Назначение и местонахождение | Аспект Вишну |
| ------------------------------------------------------------------------------- | --- | ------------ |
| Дхрувабера (dhruvabera)                                                         | Неподвижный каменный образ, всегда пребывающий на своем месте, в главном святилище храма.                                                                                       | Вишну        |
| Каутукабера (kautukabera) или арчанабера (arcanābera)                           | Точная копия неподвижного оригинального образа, однако меньшего размера и предназначенная для ежедневного служения. Его хранят в арчана-питхе (arcanā-piṭha), месте поклонения. | Пуруша       |
| Снапапабера (snapanabera)                                                       | Образ, предназначенный для нерегулярных ритуалов (например, рождение ребёнка) и хранящийся в особом павильоне (snapanamaṇḍapa) за пределами главного святилища.                 | Сатья        |
| Утсавабера (utsavabera) или аутсавабера (autsavabera), камьяарчана (kāmyārcanā) | Образ, предназначенный для мирян, обременённых земными желаниями (кама), располагается в особом, отведённом для него месте в храме.                                             | Ачьюта       |
| Балибера (balibera)                                                             | Образ для ежедневного подношения пищи божествам-спутникам и символам Вишну. | Анируддха    |

Вайкханаса имеет сложную символическую систему для ритуального поклонения. Согласно «Ригведе», Вишну тремя шагами охватил весь мир. В Вайкханаса его мурти символизируют охват всех миров. Если основное неподвижное мурти считается главным образом Вишну, то три других образа отражают его проявления в трёх мирах. Каутукабера ассоциируется с первым шагом, снапапабера — со вторым и утсавабера — с третьим. В каждом из них проявлен тот же божественный дух, что и в главном образе Вишну. Все три дополнительных образа являются перемещаемыми и символизируют «шаги» Вишну. Иногда к трём перемещаемым мурти добавляется изображение Вишну, называемое «балибера» (balibera). Оно служит в ритуалах ежедневного подношения пищи божествам-спутникам и символам Вишну, расположенным в пределах храма. Если для всех целей используется одно и то же мурти, его называют «бхогабера» (bhogabera). Образы Вишну также ассоциируются с пятью жертвенными алтарями, на которых разжигаются ритуальные костры.

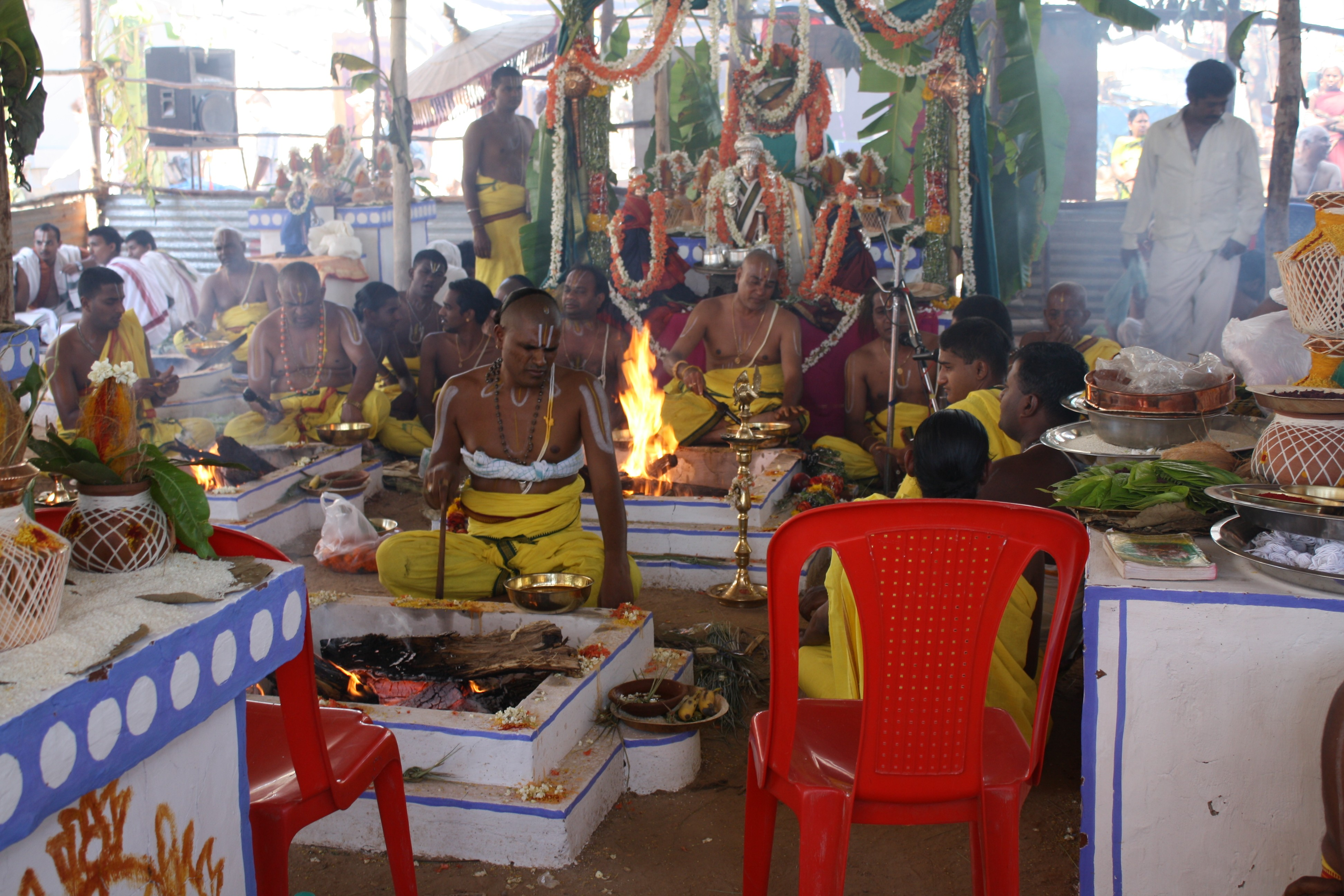
Яджна, главный ритуал Вайкханаса, храм Гунджа Нарасимха Свами в Карнатаке

Ритуалы имеют предопределённую последовательность. После омовения и медитации на Вишну, брахман ритуально предает себя в руки Вишну и устанавливает мурти для проведения церемонии. Мурти омывается (проводится абхишека). Эти действия являются предварительными и подготавливают нисхождение Вишну. Его приглашение начинается с мантры и декларации священных слов о том, что преходящее связано с вечным и что душа освобождается от всего нечистого, поскольку она знает Господа. В качестве подношения всем присутствующим божествам предлагаются цветы. Затем поётся гимн Атма-сукта (Atmasukta), в котором тело брахмана отождествляется с космосом (вселенской формой Вишну). После гимна брахман медитирует на проявленный (персонифицированный) образ Вишну. Брахман его просит выйти из непроявленного состояния и войти в свой земной образ (мурти), чтобы присутствующие могли обратиться к нему. Для мурти Вишну проводится жертвоприношение, с ним обращаются как с высоким гостем. Жертвоприношение принимает форму огненного ритуала (хома), в ходе которого Вишну предлагается всё, что может быть видимым, осязаемым, слышимым или съедобным. Ему преподносится специально приготовленная на огне пища. После окончания ритуала её в качестве прасада раздают присутствующим. По завершении жертвоприношения место убирается и Вишну предлагается рис с маслом. После подношения риса происходит парикрама (обход вокруг места жертвоприношения). Брахман, исполняющий роль пуджари, получает дакшину (денежное пожертвование) от присутствующих. Затем на Вишну медитируют как на Господа жертвоприношения. Наконец, Вишну предлагаются цветы и после арати двери храма закрываются.
Ритуализация поклонения Вишну сопровождалась систематизацией результатов духовной практики. Брахманы описали несколько невидимых реальностей, которых может достигнуть последователь Вайкханаса. Достижение освобождение (мокши) отождествляется с пребыванием в мирах Вишну. Всего же Вайкханаса описывает четыре вида освобождения: салокья (IAST: sālokya) — жизнь в блаженном мире Вишну, но не возле него; самипья (IAST: sāmipya) — жизнь рядом с Вишну; сарупья (IAST: sārupya) — обретение образа Вишну, его четырёхрукой формы; саюджья (IAST: sāyujya) — воссоединение или слияние с Вишну. Последняя рассматривается как высшее и конечное освобождение, в духе адвайты без свойств и проявлений. Каждому освобождению соответствует определённый мир Вишну, в котором пребывает человеческая душа. Ими являются Амода Вишну (IAST: Āmoda Viṣṇu), Прамода Махавишну (IAST: Pramoda Mahāviṣṇu), Саммода Садавишну (IAST: Sammoda Sadāviṣṇu) и Вайкунтха Нараяны (IAST: Vaikuṇtha Nārāyaṇa), или Вьяпи-Нараяна (IAST: Vyāpi-Nārāyaṇa). В последнем состоянии освобождённая душа входит в божественный свет, теряет себя и наслаждается счастьем.

## «Дети Вишну»: привилегии по рождению и эндогамия

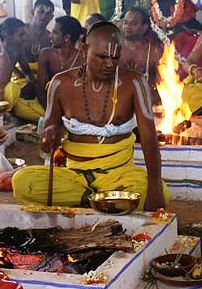
Современный брахман Вайкханаса

Под влиянием социально-культурных изменений Вайкханаса претерпела значительную трансформацию. В течение ряда столетий из общины ведических мудрецов она превратилась в брахманскую общину. Исторические обстоятельства и причины трансформации остаются неизвестными. Последователи Вайкханаса стали знатоками ритуалов, что привело их в храмы и сделало профессионалами храмового служения. Их специализация и защита общинных интересов способствовали тому, что последователи Вайкханаса считают храмовое служение неотъемлемой частью своих исключительных прав. Приверженцами Вайкханаса становятся по праву рождения, а не после сознательного принятия вайшнавизма. Дебаты об исключительных правах последователей Вайкханаса служить в храмах Вишну, обладать храмовым имуществом и доходами от пожертвований и оплаты ритуалов продолжаются среди южноиндийских преданных Вишну на протяжении столетий. Известны неоднократные междоусобные религиозные конфликты на месте рождения Рамануджи, Шриперумбудуре, в XIX и XX веках. В Вайкханаса считается, что посвящение в вайшнавизм им не требуется, они являются вайшнавами по рождению благодаря дородовому ритуалу Вишу-бали. Ритуал символизирует «подношение Вишну» ребёнка в утробе матери, которое превращает плод в «дитя Вишну». Позиция последователей Вайкханаса как наследственных священников однозначна: только им, «детям Вишну», уготовлена участь храмового служения ещё до рождения. Другие, получившие посвящение, являются всего лишь «приёмными детьми» Вишну или даже его «рабами».
Обязательные ритуалы Вайкханаса включают несколько обрядов. Из них ритуалы дородового жизненного цикла «гарбха-санскара» (IAST: garbhasaṃskāra) сыграли ключевую роль в поиске последователями традиции религиозной ниши и самоутверждении как знатоков храмовых ритуалов. Фактически после Рамануджи произошла смена религиозной и ритуальной идентичности Вайкханаса. Она проявилось в изменении толкования и выполнения ритуалов жизненного цикла, прежде всего, Вишну-бали (IAST: Viṣṇubali) или «гарбха-чакра-санскара» (IAST: Garbhacakrasanskāra). Ритуал проводится перед родами ребёнка в первой половине восьмого месяца беременности. Он включает в себя огненное жертвоприношение (хома), после которого беременной матери предлагается сладкий рисовый пудинг с символами чакры и шанкхи, которые ранее обжигались на священном огне. Пока женщина поедает рис, брахманы читают специальную мантру. Считается, что во время ритуала Вишну проставит на плечах будущего ребёнка незримые знаки чакры и шанкхи. Ребёнок уже родится как последователь Вайкханаса, поскольку до родов был посвящен Вишну. После рождения он не будет нуждаться в инициации или посвящении, как это происходит в традиции Панчаратра шри-вайшнавизма. С рождения ребёнок приобретает право быть брахманом. После обучения он может выполнять свой долг — служение Вишну, как дома, так и в храмах.
Служение в храмах для них является жизненным призванием и никаким другим видом деятельности они не могут заниматься. Исключение составляет аюрведа, связь с которой регламентирована священными текстами. Служение в храмах передается из поколения в поколение, то есть является наследственным. Наследники традиции живут на территории храмов и их содержание входит в обязанности администрации храма. Наследственные брахманы нередко занимают высокие позиции в иерархии священников. Идеология «детей Вишну» по рождению со временем привела к эволюционному тупику. Последователи Вайкханаса превратились в подкасту вайшнавских брахманов, членам которой запрещено иметь дела с другими кастами. Девушки и юноши вправе вступать в брак только с последователями Вайкханаса, в противном случае они перестают быть членами общины и становятся вне касты. Их дети уже не считаются «детьми Вишну». В результате популяция Вайкханаса со временем имеет тенденцию к сокращению. По оценкам этноиндологов, сообщество брахманов насчитывает около 2500 семей. Они проживают, преимущественно, в Южной Индии при храмах в Тамилнаде, Андхра-Прадеше и некоторых частях Карнатаки. Современным центром традиции считается храм Венкатешвары на холмах Тирумалы. Брахманы Вайкханаса также служат в храме Партасарати в Ченнае.

Храмы Партасаратхи, Венкатешвары, Вира-Нараяны, современные «оплоты» Вайкханаса
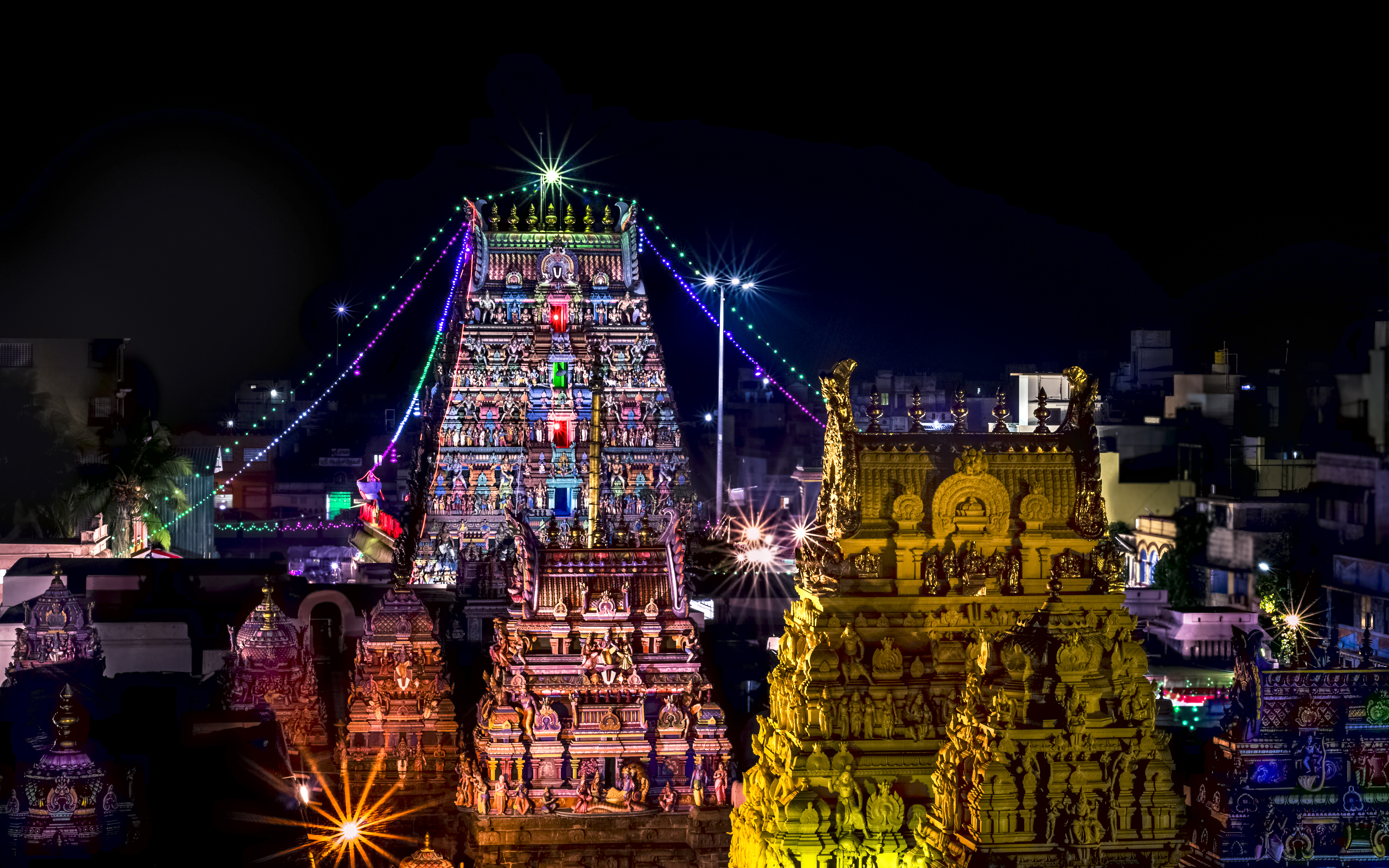
Храм Партасаратхи в Ченнае в ночном освещении
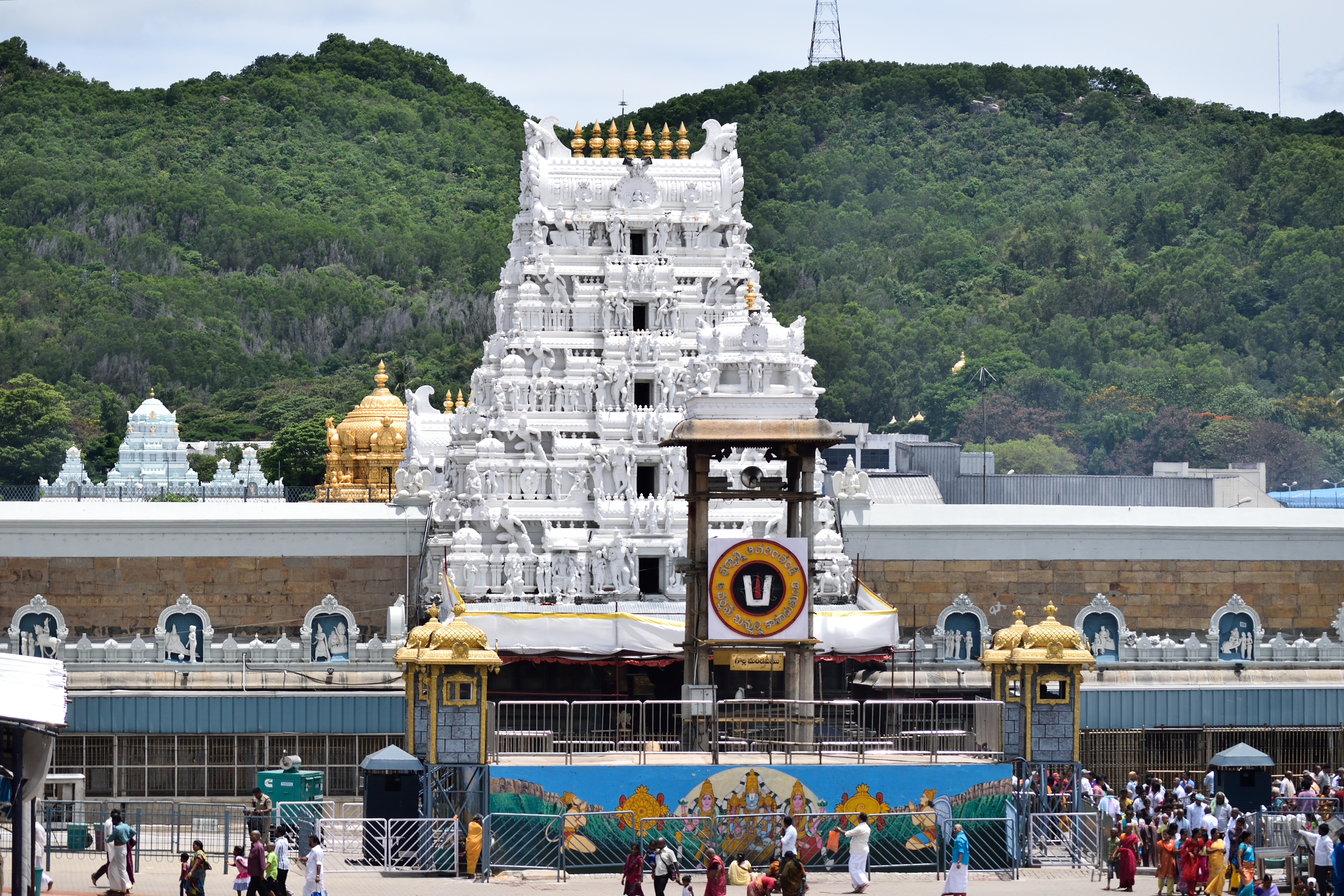
Храм Венкатешвары на холмах Тирумалы
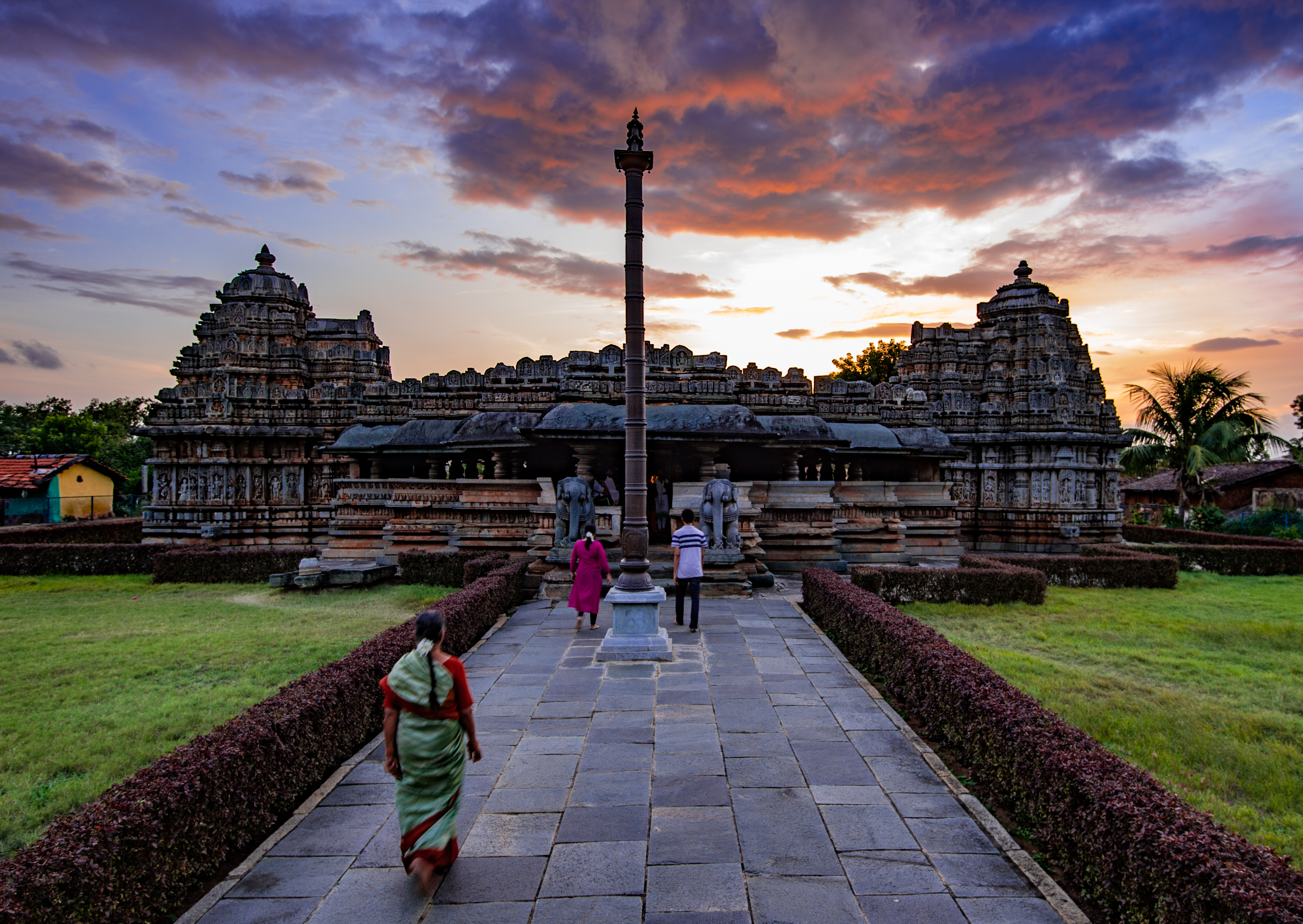
Храм Вира-Нараяна в Белавади (Карнатака) на закате

## Вайканаса и шри-вайшнавизм
Происхождение Вайкханаса остаётся загадкой. По всей видимости, первые представители не имели никакого отношения к Вишну и были отшельниками, совершавшими обряды для постижения духовной Высшей реальности. По мере распространения вайшнавизма последователи Вайкханаса могли проводить ритуалы для других небрахманских каст. Признаки былого политеизма можно встретить в их отдельных текстах, например, что мальчику, возвращающемуся домой из своего первого паломничества, предписывается посещение храма Гуха (то есть Сканды, сына Шивы). Это говорит как о южноиндийском происхождении Вайкханаса, так и о заимствовании традиций смарты Шанкары. Эпиграфическая медная надпись Маннаи в штате Карнатака, датируемая 828 годом, упоминает, что некий Девашарман из Вайкханаса, известный своим выдающимся толкованием священных текстов, получил в служебное пользование деревню для поклонения невайшнавской богине Доддавади.
Вайкханаса-сутры, описывающие публичные ритуалы, были построены ими по образцу других сутр и ничем особым не отличаются. Скорее всего, своды правил сочинены отшельниками в подражание другим ведическим школам. Они не демонстрируют оригинальность, однако содержат ряд стилистических и грамматических особенностей. По всей видимости, обслуживание небрахманских каст привело к специализации на поклонении Вишну. В поздних текстах появляется упоминание о медитации на Вишну или Нараяне, а также восхваление урдхва-пундры — вайшнавского символа, которые бхакты Вишну изображают на своём лбу. Эпиграфические надписи на тамильских территориях с конца IX века свидетельствуют уже о том, что в среде Вайкханаса поклоняются только Вишну.

Вайшнавские брахманы. Южная Индия, Майсур, вторая половина XIX столетия. Из коллекции фотографий Рейксмузея (Амстердам).
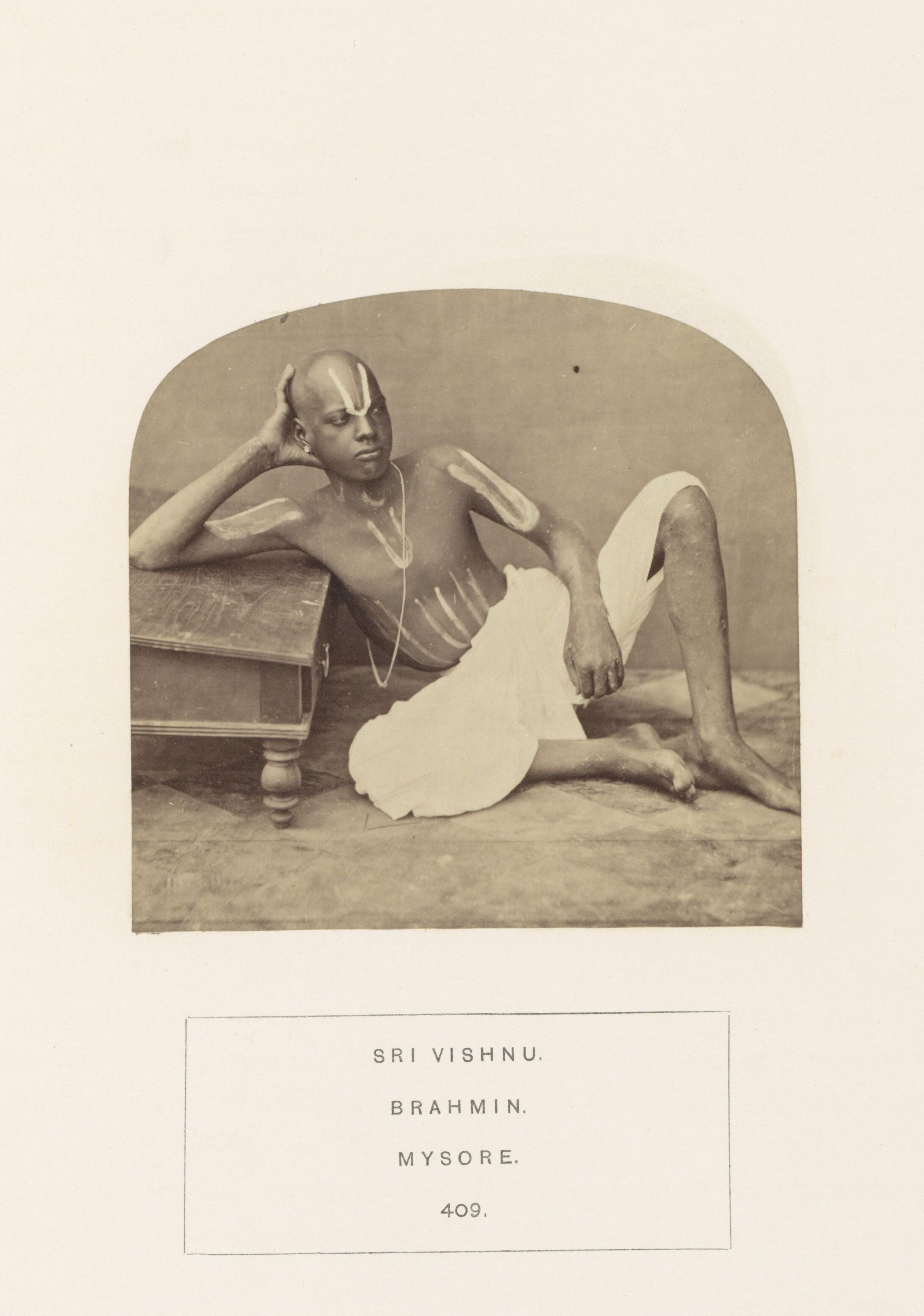
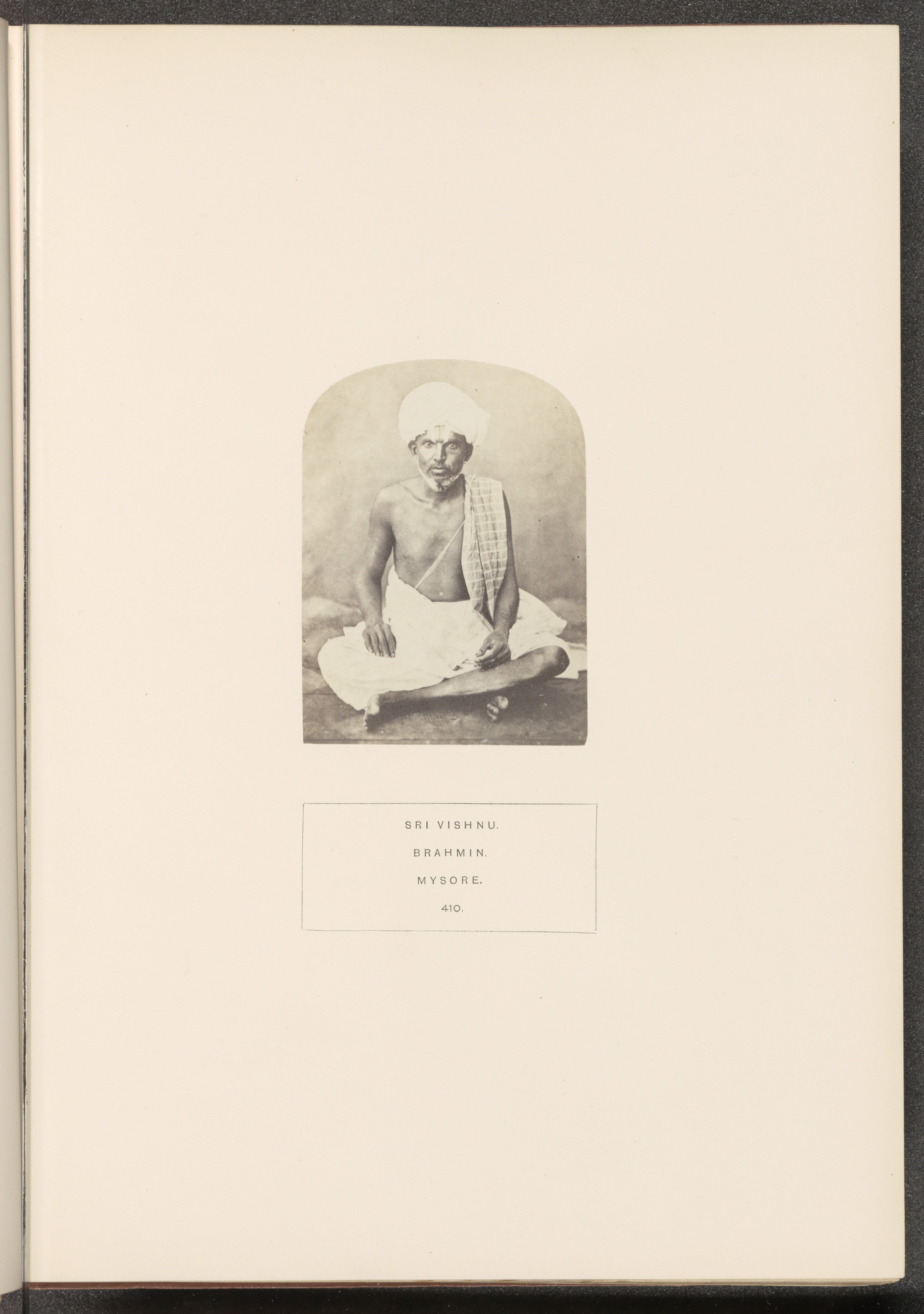

Однако собственной философии Вайкханаса не имела. Последователи традиции заимствовали философию адвайты, совместив её с ритуальной практикой ведического времени. Это определяет первое и главное различие между шри-вайшнавизмом и Вайкханаса — взгляд на мироустройство, поскольку шри-вайшнавы следуют вишишта-адвайте. У истоков шри-вайшнавизма стоит любовная лирика альваров, в то время как Вайкханаса почитают только собственные ритуальные произведения. Из традиции адвайты Вайкханаса также заимствует практику почитания мурти, которых у неё множество, в зависимости от цели проведения ритуала. В шри-вайшнавской практике, напротив, предпочтение отдаётся излюбленному божеству, будь то Вишну в облике Ранганатха или Венкатешвары. Тем не менее, в публичном храмовом служении, учитывая важную роль брахманов из Вайкханаса, ритуалы проводятся для разных мурти Вишну.
По всей видимости, где-то между VII и IX веками произошло взаимопроникновение шри-вайшнавизма и Вайкханаса, что обеспечило бесконфликтное сосуществование обеих традиций. Одно из писаний Панчаратры, «Санат-кумара-самхита», датируемое до XI века, описывает члена общины Вайкханаса не как храмового священника, а как отшельника, живущего со своей семьёй и преданного Вишну. Другой текст Панчаратры, «Джаякхья-самхита», предписывает участие представителей Вайкханаса в выполнении определённых ритуалов Панчаратры. Там же встречается описание Вайкханаса, которое сочетает в себе как качества священников, так и отреченных. В частности, члены общины Вайкханаса просят еды и носят спутанные волосы и одновременно живут с семьями и имеют имущество. Более того, в награду за свои услуги некоторые получают земли с деревнями и строят на них храмы, где совершают своё богослужение.Шри-вайшнавизм и каноническая традиция Вайкханаса отличаются по практике поклонения. Шри-вайшнавы следуют как ведическим традициям, представленным Вайкханаса, так и Панчаратре, с её более простыми правилами. В шри-вайшнавизме основной практикой является пуджа Вишну, в то время как в Вайкханаса — ведиийская яджна. Последователям Вайкханаса предписывается поклоняться образу Вишну каждое утро и вечер после совершения домашнего огненного жертвоприношения. Шри-вайшнавы могут позволить себе отклоняться от канонов в пользу более близких отношений с Вишну, в то время как Вайкханаса представлена строгими ритуалистами.
Шри-вайшнавами могут стать все, кому Вишну близок, в то время как членами общины Вайкханаса можно быть только по рождению. Ритуал посвящения в утробе матери возник, по всей видимости, после XIII века. В борьбе с новациями Рамануджи ритуалисты обратились к идее прирождённого вайшнава для защиты своего приоритета в наследственном праве на первосвященство в храмах. Шри-вайшнавы представлены всеми социальными группами, вне зависимости от национальности и профессии, в то время как членами общины Вайкханаса могут быть только потомки брахманов. Отказавшись принять в свои ряды других и презирая их за низкородство, община столкнулась с социальной изоляцией, что медленно вело её к превращению в реликтовое сообщество.

Наконец, обретение освобождения в шри-вайшнавизме происходит благодаря сладостному пребыванию с Вишну на Вайкунтхе. Последователи Вайкханаса верят, что, совершая ритуалы, они потеряют индивидуальность и воссоединятся с Вишну. Некоторые индологи склонны причислять Вайкханаса к вишишта-адвайте, однако идеология освобождения у них расходится. Например, «Вайкханаса-смарта-сутра» (текст 8.11) предписывает практикующему обращать ум на Брахмана с качествами (сагуна), однако для освобождения следует концентрироваться на Брахмане, лишённом качеств (ниргуна). В вишишта-адвайте, напротив, Вишну сохраняет облик со всеми атрибутами, что позволяет вайшнаву продолжать испытывать с ним близость на Вайкунтхе.

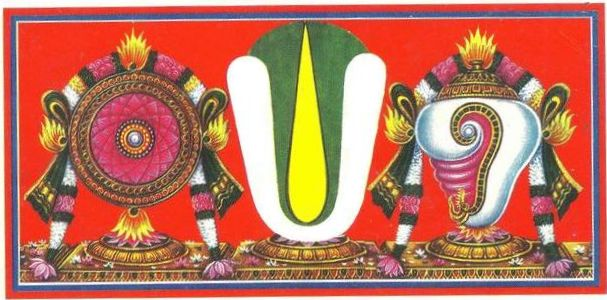
Часть брахманов Вайкханаса являются последователями школы вадагалаи в шри-вайшнавизме

В заключении необходимо отметить, что последователи Вайкханаса предпринимали несколько попыток создать сначала полноценную религиозную или философскую школу, а затем хотя бы собственную ведантическую, конкурирующую со школами шри-вайшнавизма, ведагалаи или тенакалаи. Отстаивая интересы общины, представители Вайкханаса начали публиковать свои канонические и более поздние произведения с конца XIX века. Вплоть до начала XX столетия информация о них не распространялась за пределы общины. Однако попытки создать полноценную традицию завершились ничем из-за слабой идеологии, избыточного ритуализма и ряда самоограничений. Основатель северной школы шри-вайшнавизма Венкатанатха с симпатией относился к Вайкханаса и изредка цитировал её самхиты. На его взгляд, к Панчаратре следует прибегать, когда среди правил Вайкханаса не встречаются соответствующие предписания. Таким образом, конкуренция и конфликты со сторонниками Панчаратры не помешали Вайкханаса попасть под влияние шри-вайшнавизма.
Индологи склонны относить Вайкханаса либо к особой вайшнавской секте, либо к традиции шри-вайшнавизма. Однако нередко сами последователи Вайкханаса не признают своими учителями ни альваров, ни Рамануджу. В современной Южной Индии члены общины Вайкханаса в основном встречаются в школе шри-вайшнавизма ведагалаи. В XXI веке людей, считающих себя наследниками Вайкханаса, можно обнаружить, чаще всего, в штатах Андхра-Прадеш и Тамилнад. Примерно в 40 из 108 священных мест, дивья-дешам, члены общины выполняют обязанности священников. Знаменитый храм Венкатешвары на холмах Тирумалы, где среди первосвященников немало последователей Вайкханаса, можно считать оплотом их ритуальной традиции. Потомки Рамануджи при Храме Венкатешвары являются «омбудсменами» и отвечают за поддержание как правил Панчаратры, так и Вайкханаса. Наряду с другими дивья-дешам он остаётся открытым для посещения представителями любых конфессий.